# Катехизис еврея в СССР
«Катехизис еврея в СССР» — подложный анонимный документ, якобы изданный в Тель-Авиве в 1958 году в качестве инструкции для советских евреев.
Впервые появился в виде буклета в 1989 году в Челябинске, в 1991 году был опубликован в газете «Русские ведомости» и затем многократно перепубликовывался в разных антисемитских изданиях. Внесён в Федеральный список экстремистских материалов.

## Содержание
В «Катехизисе» проповедуется идея национальной исключительности евреев и их превосходства над другими нациями, евреям приписывается презрительное высокомерие по отношению к русским: в частности, в тексте содержится призыв вредить русским везде, где только можно, например, создавать им «массу мелких раздражающих неудобств». Даётся оскорбительная оценка русского характера («русские подобны свиньям… они генетические саботажники»), «своим» же даётся, в частности, такой совет: «нет аморальных вещей, если они способствуют процветанию нашего народа». Евреев призывают взять власть в свои руки.

## История публикаций и оценки
Директор Антидиффамационной лиги Вильям Кори писал, что «Катехизис» появился в октябре 1989 года в Челябинске, где распространялся в виде буклета. Источником публикации Кори называет московскую антисемитскую организацию «Память». Газета «Челябинский рабочий» в анонимных нападках на вильнюсского лектора-еврея Григория Альпернаса ссылалась на «Катехизис», текст сопровождался одобрительным комментарием местного партийного идеологического чиновника Н. Шеремета.
«Катехизис» впервые был опубликован в СМИ в марте 1991 года в первом номере газеты «Русские ведомости», принадлежавшей публицисту Виктору Корчагину, и в дальнейшем неоднократно перепечатывался в той же газете и многих других изданиях. Общий тираж перепечаток к 1996 году превысил 100 тысяч экземпляров. В 2000 году «Катехизис» был опубликован в антисемитской книге «Удар русских богов», вышедшей под псевдонимом Владимир Истархов. По словам историка и этнолога Владимира Шнирельмана «Катехизис» пользовался большой популярностью у русских антисемитов. Французский историк и политолог Марлен Ларюэль писала, что Корчагин был известен в частности благодаря публикации «Катехизиса».
Ещё в 1991 году российская прокуратура направила Корчагину письмо с предупреждением, что данная публикация расценивается как текст, разжигающий национальную рознь. Корчагин предупреждение проигнорировал и перепечатал «Катехизис» в 1991 и 1992 годах ещё три раза: дважды в своей газете «Русские ведомости», а также в брошюре под названием «Сущность сионизма». В результате в июле 1992 года в связи с этими публикациями Генеральная прокуратура России возбудила против Корчагина уголовное дело по статье 74 УК РСФСР с обвинением в разжигании межнациональной розни. Суд состоялся только в 1995 году. 27 апреля 1995 года Корчагин был признан виновным, но освобождён от ответственности в связи с амнистией по случаю 50-летия Победы в Великой Отечественной войне. В дальнейшем Корчагин продолжил публиковать «Катехизис», в частности, в виде приложения к газете «Русские ведомости» № 2 от 1 мая 1998 года.
В ходе суда было установлено, что авторство «Катехизиса» не принадлежит каким-либо еврейским объединениям, поскольку высказанные в нём идеи «противоречат принципам сионизма и иудаистской религии». А специалисты Российской государственной библиотеки после исследования фондов крупнейших библиотек пришли к выводу, что по крайней мере в период с 1953 по 1963 год «Катехизис» в Израиле не публиковался. Ряд экспертов, включая французского политолога Пьера-Андре Тагиеффа, считают, что «Катехизис» был сфабрикован по образцу дореволюционной антисемитской фальшивки — «Протоколов сионских мудрецов».
Подлинным документом «Катехизис» считал советский этнограф Виктор Козлов. Как отмечает историк Семён Чарный, в начале 1990-х Козлов занялся антисемитской публицистикой, в рамках которой признал подлинным документом те же «Протоколы сионских мудрецов», воспроизводил разнообразные антисемитские мифы и так далее.
Текст «Катехизиса» неоднократно признавался экстремистским и 18 января 2013 года был внесён в Федеральный список экстремистских материалов в России.